# Derby de Chile
El Clásico El Derby es una carrera de la hípica chilena de Grupo I, disputada el primer domingo de febrero de cada año en el Valparaíso Sporting en Viña del Mar. Es una carrera de caballos de 2400 metros, para machos y hembras de tres años de edad. La carrera es la tercera y última carrera de la Triple Corona Nacional y se corre después de los Clásicos El Ensayo y St. Leger. Además es la segunda etapa de la "Doble de Oro", junto a su antesala, el clásico "Copa Jackson".

## Historia
La historia de esta tradicional carrera se comenzó a escribir el 20 de noviembre de 1882, cuando el directorio del Valparaíso Sporting Club designó una comisión para que estudiara y presentara un proyecto de carrera semejante al Epsom Derby.
Hugo Bourchier, Guillermo Lazonby y Samuel Oxley fueron los encargados que finalmente lograron, tres años más tarde, la aprobación del programa de temporada que consignaba para la sesión del 5 de agosto de 1885: "El Derby chileno", 2400 metros, para caballos de tres años. Peso según sangre: media sangre, 50 kilos; fina sangre, 58 kilos. Entrada $ 40. Premio: $ 700 al primero y 200 al segundo. Días más tarde se agregó una condición referente al tiempo en que el ganador debía cubrir esta distancia. El premio se adjudicará si el máximo de tiempo no excede de 2 minutos 51 segundos.
Algunos autores se han peguntado ¿qué razón habría para que la comisión designada para proponer las bases del  El Derby chileno demorara 3 años en hacerlo?... la respuesta está en el escaso número de caballos de 3 años que en ese entonces había.
Las cifras estadísticas de los Calendarios Oficiales establecen que en 1885 había solamente 17 caballos de tres años en el país, de los cuales sólo tres participaron en el primer Derby. 
Cachapoal, Cometa y Dinla fueron los primeros inscritos. Genovese, Wanderer y Orompello (único Walk Over) los que quedaban tallados en la historia, aunque muchos años más tarde serían todos los ganadores de la prueba culmine del proceso generacional, los que alcanzarían la gloria en la distancia de oro del turf mundial. 
Hace poco más de un siglo, en el Valparaíso Sporting Club se celebraba la disputa de El Derby chileno en el mes de noviembre y el tradicional St. Leger en la segunda semana de febrero. Esta prueba se llevó a cabo en el recinto viñamarino hasta 1968, para posteriormente bajar desde los 3000 metros de recorrido en pasto, hasta 2400 metros de arena en el Hipódromo Chile. (actualmente se disputa sobre los 2200 metros)

## Tradiciones
Además de la carrera en sí, con los años se han sumado una serie de tradiciones como la elección de la Reina del Derby, la jornada de cotejos que se realiza una semana antes de la carrera, y el tradicional paseo de autos antiguos por las calles de Viña del Mar encabezado por la Reina del Derby.
La jornada en la que se corre el Derby es conocida también como "Derby Day". La disputa del Derby encierra el concepto máximo de la tradición turfística de un país, la cual es concebida como la prueba final del proceso selectivo de la generación que corona al campeón, aunque en la actualidad los mejores exponentes de cada generación suelen ser exportados a hípicas de mayor desarrollo. La celebración se adereza con otros componentes que reviven la tradición.
Es característico que en los jardines que se encuentran al medio de las pistas de carreras se instalen familias con carpas para disfrutar de la jornada con deliciosos asados.
Además de la gran cantidad de carreras y del Derby propiamente tal, en dicha jornada se corren los siguientes clásicos:
- Alberto Solari Magnasco (Grupo III): 1.600 metros, hembras de 3 años.
- Consejo Superior de la Hípica Nacional: 1.400 metros, caballos de 3 años y más.
- Carlos Alvarez Condarco: 1.000 metros, machos y hembras de 2 años no ganadores.
- Hugo P. Bouchier (Listada): 1.600 metros, machos de 3 años.
- Lionel Wodehouse: 1.000 metros, caballos de 3 años y más.

## Récords
Récord de la distancia: 
- Solaria (2014) con 2.23.34

Preparador con más triunfos
- 9 - Juan Pablo Baeza J. (2009, 2010, 2012, 2014, 2016, 2017, 2020, 2023, 2024)

Criador con más triunfos
- 9 - Haras Matancilla (1963, 1981, 1982, 1989, 1990, 2001, 2002, 2005, 2012)

Jinete con más triunfos
- 7 - Sergio Vásquez Q. (1979, 1980, 1981, 1982, 1988, 1990, 1992)

## Ganadores
Los siguientes son los ganadores de la prueba desde 1970.
En Cursiva ganadores de la Doble de Oro.
| Año  | Caballo          | Jinete            | Preparador           | Stud                  | Haras                  | Tiempo  |
| ---- | ---------------- | ----------------- | -------------------- | --------------------- | ---------------------- | ------- |
| 1970 | Exótico          | Gabriel Meneses   | Augusto Breque E.    | Tarapacá              | Los Lagos              | 2.29.00 |
| 1971 | El Tirol         | Pedro Ulloa       | Óscar Silva G.       | Cristal               | Santa Amelia           | 2.28.80 |
| 1972 | Baquiano         | Jorge Salinas     | Juan Melero Ch.      | N. García Huidobro    | Curiche                | 2.30.40 |
| 1973 | Grand Slam       | Ernesto Guajardo  | Carlos Bagú R.       | Ruta                  | Tarapacá               | 2.29.20 |
| 1974 | Jarrow           | Carlos Sepúlveda  | Juan Silva G.        | Kennedy               | Santa Teresa           | 2.28.60 |
| 1975 | Proteísa         | Luis González     | Carlos Bagú R.       | Sergio Kohon V.       | Santa Isabel           | 2.27.80 |
| 1976 | Royal Champion   | José M. Aravena   | Fernando Jacial A.   | Champion              | Santa Eladia           | 2.28.60 |
| 1977 | Enrique VIII     | Juan Barraza      | Álvaro Breque V.     | La Muñeca             | Los Lagos              | 2.28.20 |
| 1978 | Awake            | Juan Barraza      | Enrique Carreño R.   | Forestal              | Las Primas             | 2.26.40 |
| 1979 | Moduño           | Sergio Vásquez    | Antonio Bullezú N.   | R. F.                 | Curiche                | 2.26.40 |
| 1980 | El Barril        | Sergio Vásquez    | Álvaro Breque V.     | Bruno Ferrari         | Dadinco                | 2.27.60 |
| 1981 | Premio Nobel     | Sergio Vásquez    | Pedro Medina Ch.     | Matancilla            | Matancilla             | 2.27.20 |
| 1982 | Marímbula        | Sergio Vásquez    | Juan Cavieres A.     | Matancilla            | Matancilla             | 2.24.80 |
| 1983 | Músico Brok      | Jaime Díaz        | Jorge Inda G.        | Francisca             | Benjamín Lagos S.      | 2.27.00 |
| 1984 | Semillero        | Gustavo Barrera   | Antonio Bullezú M.   | Helen Hoch de B.      | Curiche                | 2.29.00 |
| 1985 | Chasco           | Alberto Poblete   | Pedro Melej R.       | Doña Cristina         | Tarapacá               | 2.26.40 |
| 1986 | Baalbek          | Manuel Santos     | Francisco Castro C.  | Jockey                | Siete Estrellas        | 2.28.20 |
| 1987 | Par Ten          | Luis Muñoz        | Teófilo Jacial A.    | Castilla              | Figurón                | 2.26.40 |
| 1988 | Dorticós         | Sergio Vásquez    | Jorge Inda M.        | Cinco Estrellas       | Santa Amelia           | 2.26.00 |
| 1989 | María Candela    | Gustavo Barrera   | Pedro Medina Ch.     | Matancilla            | Matancilla             | 2.27.80 |
| 1990 | Chango           | Sergio Vásquez    | Antonio Bullezú M.   | Matancilla            | Matancilla             | 2.25.00 |
| 1991 | Wolf             | Luis Muñoz        | José T. Allende F.   | Santa Amelia          | Santa Amelia           | 2.25.20 |
| 1992 | Falling (Arg)    | Sergio Vásquez    | Samuel Fuentes P.    | Eni                   | Argentina              | 2.25.40 |
| 1993 | Doy La Guerra    | Gustavo Barrera   | Francisco Castro C.  | Azul y Blanco         | Scelto                 | 2.26.60 |
| 1994 | Enfático         | Pedro Santos      | Alfredo Bagú R.      | Tres Mosqueteros      | Cullinhue              | 2.26.40 |
| 1995 | Pradilla         | Pedro Santos      | Óscar González G.    | Trily                 | Don Alberto            | 2.26.20 |
| 1996 | Rue Cambon       | Pedro Santos      | Alfredo Bagú R.      | Agrícola Aboughazaleh | Figurón                | 2.26.20 |
| 1997 | Mete Bulla       | Óscar Escobar     | Manuel Velarde B.    | Joih                  | Santa Olga             | 2.26.60 |
| 1998 | Mash One         | Ányelo Rivera     | Domingo Matte D.     | Haras Trafalgar       | Trafalgar              | 2.26.00 |
| 1999 | Val Gardena      | Luis Torres       | Juan Cavieres A.     | Doña Sofía            | Figurón                | 2.26.20 |
| 2000 | El Aragonés      | Joao Castillo     | Pedro Melej R.       | Elenita               | Santa Eladia           | 2.26.40 |
| 2001 | Millalonco       | Ányelo Rivera     | Javier Conejeros A.  | Colo-Colo             | Matancilla             | 2.26.20 |
| 2002 | Mister Acpen     | Ányelo Rivera     | Jorge Inda G.        | Doña Juanita          | Matancilla             | 2.26.60 |
| 2003 | Showbiz          | Ányelo Rivera     | Juan Cavieres A.     | El Cedro              | Santa Mariana          | 2.23.35 |
| 2004 | Pel              | Luis Torres       | Pedro Polanco B.     | Kokekil               | Casablanca             | 2.26.25 |
| 2005 | Cefalú           | Manuel Martínez   | Alfredo Bagú R.      | Milan                 | Matancilla             | 2.25.05 |
| 2006 | Porfido          | Luis Torres       | Jorge Inda M.        | Haras Sumaya          | Sumaya                 | 2.24.78 |
| 2007 | Hush Money       | Hernán E. Ulloa   | Guillermo Aguirre A. | Fe Grande             | De Pirque              | 2.27.17 |
| 2008 | Paloma Infiel    | Rafael Cisternas  | Héctor Castillo S.   | Haras El Sheik        | El Sheik               | 2.26.62 |
| 2009 | Amor de Pobre    | Héctor I. Berríos | Juan P. Baeza J.     | Haras Don Alberto     | Don Alberto            | 2.27.36 |
| 2010 | Casablanca Smile | Héctor I. Berríos | Juan P. Baeza J.     | Carillanca            | El Sheik               | 2.24.98 |
| 2011 | Ashtar           | Jaime Medina      | Fernando Solar S.    | Monín                 | Carioca                | 2.25.92 |
| 2012 | Quick Casablanca | Gonzalo Ulloa     | Juan P. Baeza J.     | Carillanca            | Matancilla             | 2.25.16 |
| 2013 | Don Dionisio     | Elías Toledo      | Carlos Bagú R.       | D´Sanfuent            | Dadinco                | 2.26.31 |
| 2014 | Solaria          | Gonzalo Ulloa     | Juan P. Baeza J.     | Vendaval              | Paso Nevado            | 2.23.34 |
| 2015 | Il Campione      | Héctor I. Berríos | Sergio Inda M.       | Alvidal               | Paso Nevado            | 2.24.05 |
| 2016 | Río Allipén      | Hernán E. Ulloa   | Juan P. Baeza J.     | R.T.                  | Patricio Baeza A.      | 2.25.13 |
| 2017 | Full of Luck     | Jorge A. González | Juan P. Baeza J.     | Quinchao              | Paso Nevado            | 2.26.41 |
| 2018 | Leitone          | Héctor I. Berríos | John Pinochet P.     | Ferro                 | Sumaya                 | 2.25.74 |
| 2019 | Ya Primo         | Jeremy Laprida    | Guillermo Aguirre A. | La Pacita             | Don Alberto            | 2:24:13 |
| 2020 | War Breeze       | Gonzalo Ulloa     | Juan P. Baeza J.     | Identic               | Agrícola Taomina Ltda. | 2:26:01 |
| 2021 | Preparante       | Guillermo Pontigo | Óscar Silva S.       | Jujuy                 | Matriarca              | 2:25:29 |
| 2022 | Nenúfar Azul     | Jaime Medina      | Juan Cavieres A.     | Haras Don Alberto     | Don Alberto            | 2:27.02 |
| 2023 | Fortino          | Óscar Ulloa       | Juan P. Baeza J.     | Haras Don Alberto     | Don Alberto            | 2:26.22 |
| 2024 | Kay Army         | Óscar Ulloa       | Juan P. Baeza J.     | Identic               | Agrícola Taomina Ltda. | 2:25.10 |
| 2025 | Lucky Red        | Joaquín Herrera   | Julio Orellana R.    | Haras Don Alberto     | Don Alberto            | 2:26.04 |

## Última edición
El domingo 2 de febrero de 2025 se disputó la edición 140.ª de "El Derby". Se impuso la ejemplar Lucky Red (hija de Midshipman), derrotando a Ponteau, en tercera posición se ubicó Cassis Violeta, en cuarta posición llegó el favorito de la prueba Horco Molle, y la tabla la cerró Amorino. Lucky Red fue conducida por Joaquín Herrera, es preparada por Julio Orellana R. (ambos consiguen su primer "Derby"), pertenece y fue criada por el Haras Don Alberto.